# Jell-O

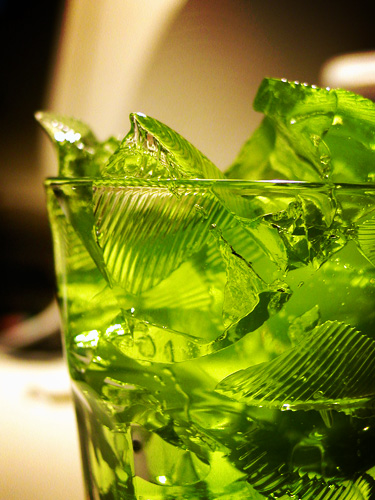
Grünes Jell-O.

Jell-O ist eine Marke der Kraft Heinz Company für bestimmte Desserts, die mit Gelatine hergestellt werden, darunter Fruchtgels/Götterspeisen, Puddings und backfreie Sahnetorten. Die Bekanntheit der Marke führte dazu, dass sie in den USA und Kanada als Gattungsname für gelatinöse Nachspeisen gebraucht wird.

## Produktbeschreibung
Jell-O wird als gelatinöse Nachspeise sowohl als Fertigprodukt als auch in Pulverform vertrieben.
Das Pulver enthält Gelatine sowie Geschmacksstoffe wie Zucker oder künstliche Süßstoffe. Das Produkt wird in kochendem Wasser aufgelöst und härtet beim Abkühlen ab. Gelegentlich werden Früchte, Gemüse, steif geschlagene Sahne oder andere Zutaten hinzugefügt, um aufwendige Nachspeisen, die in eine Vielzahl von Formen eingegossen werden können, zu kreieren. Jell-O muss kühl gehalten werden, bis es serviert wird, und sobald es richtig fest geworden ist, wird es normalerweise mit einem Löffel gegessen.

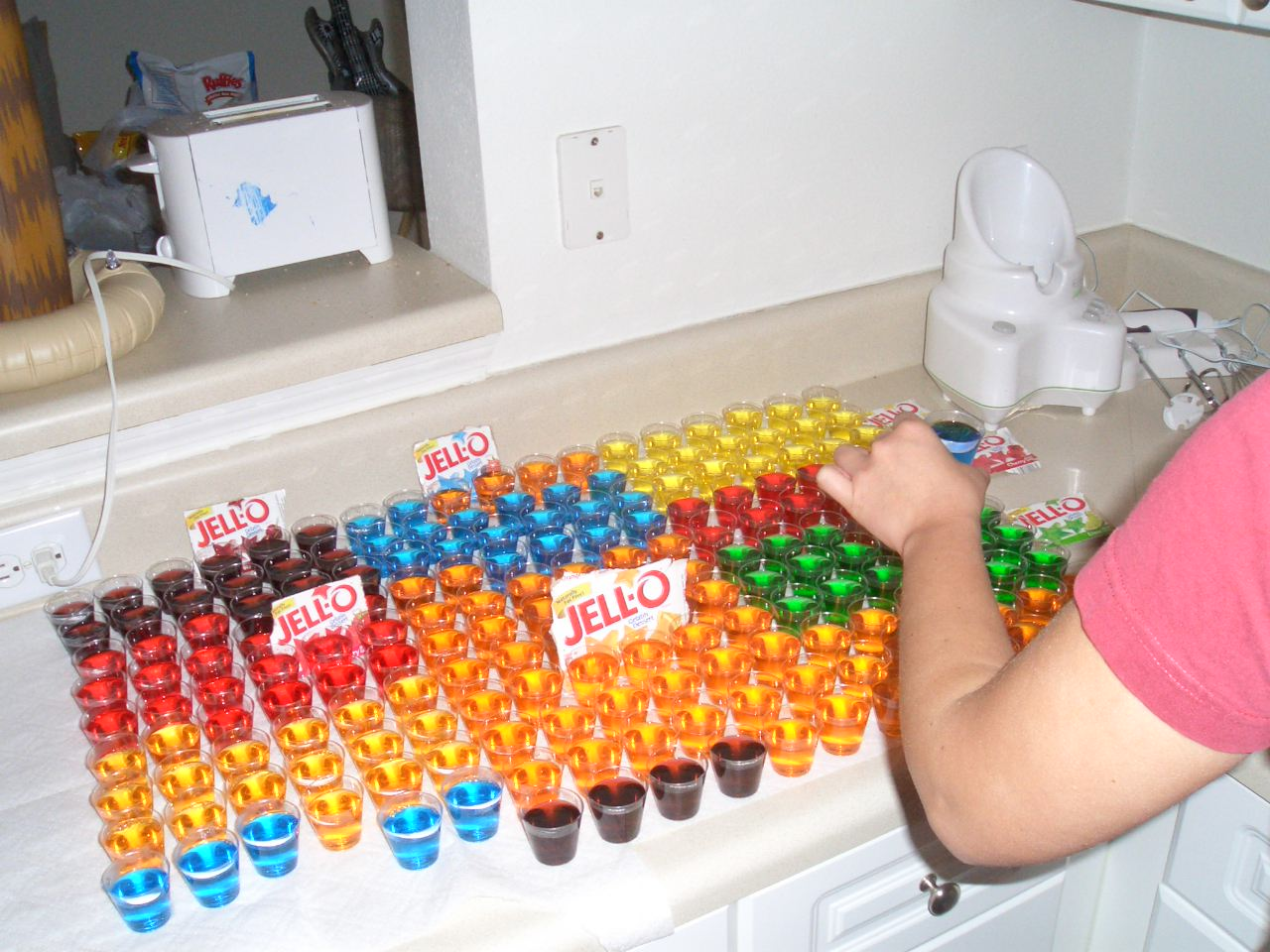
Jell-O-Shots unterschiedlicher Geschmacksrichtungen

Als Partygag sind Jell-O-Shots sehr beliebt, hierbei wird ein Teil des Wassers durch Wodka ersetzt und die fertige Masse in Schnapsgläser (meist aus Kunststoff) gefüllt. Die Herausforderung besteht darin, den durch Kühlung festgewordenen Jell-O-Shot dann mit dem Mund ohne Löffel oder andere Hilfsmittel aus dem Becher herauszulösen. Angeblich soll der amerikanische Sänger und Satiriker Tom Lehrer sie während seiner Militärzeit erfunden haben, wo alkoholische Getränke verboten waren und er zu einer Weihnachtsparty dann eben alkoholische Jell-O mitbrachte.
Die Pudding-Produktlinie wird am Herd in heißer Milch gekocht, gekühlt, bis sie fest wird, oder im Falle von Instant-Pudding einfach in kalter Milch aufgelöst und weiter gekühlt.
Die Produktlinie der backfreien Sahnetorten wird gemeinhin mit Milch angemischt und dann auf einen fertigen Krustenboden gegossen und in den Kühlschrank zum Aushärten gestellt.

## Geschichte
Gelatine ist schon seit vielen Jahren bekannt und wird zur Zubereitung von Speisen benutzt. Im viktorianischen Zeitalter wurde sie zunehmend beliebt und in spektakulären und komplexen „jelly moulds“ (Gelatine-Bomben) verwendet. Zunächst wurde Gelatine lange Zeit in Form von Blättern, die sehr zeitraubend aufgelöst und geklärt werden mussten, verkauft. 1845 erhielt Peter Cooper, ein US-amerikanischer Industrieller und Erbauer der ersten dampfbetriebene Lokomotive (Tom Thumb) seines Landes, das US Patent 4084 für ein Gelatinepulver, das aus Gänseknochen hergestellt wird.
Vierzig Jahre später wurde das Patent an Pearle B. Wait, einen Zimmermann und Hustensiruphersteller aus Le Roy (New York), verkauft. Wait und seine Ehefrau, May, fügten 1897 dem Pulver Geschmacksstoffe der Geschmacksrichtungen Erdbeer, Himbeer, Orange und Zitrone hinzu, und gaben ihrem Produkt seinen heutigen Namen. Der Name wurde abgeleitet aus lateinisch/italienisch „gelare“ = erstarren, gefrieren und es war damals modern, ein -O dranzuhängen. Da sie aber bei der Vermarktung ihres Produkts keinen Erfolg hatten, verkauften die Waits ihr Geschäft 1899 an einen Nachbarn, Orator Francis Woodward, für 450 US-Dollar.

Die 4-jährige Elizabeth King als Jell-O Mädchen

Ab 1902 warb die von Woodward geführte Genesee Pure Food Company im Ladies' Home Journal mit dem Anspruch, Jell-O sei die „berühmteste Nachspeise Amerikas“. 1904 stellte man William E. Humelbaugh ein, der mit der Produktvermarktung begann, die von Frank LaBounty fortgesetzt wurde. In der Anzeige im Ladies Home Journal war eine lächelnde, modisch frisierte Frau in einer weißen Schürze abgebildet, welche die Jell-O-Gelatine als „Amerikas Lieblings-Dessert“ bezeichnete. Die Anzeigen waren ein voller Erfolg. Schon bald zeigten die handgezeichneten Werbebilder mit Jell-O vollgestopfte Vorratskammern und Kinder, die um die Nachspeise bettelten. Bekannte Künstler wie Rose O’Neill, Maxfield Parrish, Coles Phillips, Norman Rockwell, Linn Ball und Angus MacDonald wurden mit kolorierten Werbezeichnungen für Jell-O beauftragt.
Woodward begann mit dem Druck von Rezeptheften, in denen die Herstellung von Jell-O beschrieben wurde. An Einwanderer wurden bei Ankunft in Ellis Island Förmchen mit Jell-O verteilt.
Innerhalb eines Jahrzehnts wurden drei neue Geschmacksrichtungen eingeführt (Schokolade, welche 1927 wieder aus dem Sortiment genommen wurde, Kirsche und Pfirsich). Der Vertrieb wurde auch auf Kanada ausgeweitet. Das Unternehmen verfolgte hierbei eine Marketingstrategie, die auf Rezepten einerseits und Prominenten als Testimonials andererseits basierte. Unter anderem kamen die Schauspielerin Ethel Barrymore und die Opernsängerin Ernestine Schumann-Heink zum Einsatz.
Mit der Verbreitung des Radios sponserten sie Anfang der 1930er Jahre auch die Sendungen von Jack Benny.
1923 firmierte das Unternehmen in Jell-O Company um und startete die Produktlinie D-Zerta, eine zuckerfreie Version von Jell-O, die mit künstlichem Süßstoff hergestellt wurde. Zwei Jahre später fusionierte das Unternehmen mit Postum. 1927 erwarb Postum das Tiefkühlkostgeschäft von Clarence Birdseye und benannte sich in General Foods Corporation um.
Ab 1930 verbreitete sich in der US-amerikanischen Küche die Mode der congealed salads (gelierte Salate). Als Reaktion darauf führte das Unternehmen Jell-O in Limetten-Geschmack ein, um den Köchen weitere Zutaten zu bieten, die diese in ihren in Aspiken und Salaten verwenden konnten. Bis in die 1950er Jahre wurden diese Salate so beliebt, dass Jell-O deftigere Gemüsegeschmacksrichtungen einführte, wie z. B. Sellerie, Italienisch, Gemüsemischung und Gewürzte Tomate. Diese deftigeren Geschmacksrichtungen wurden zwischenzeitlich wieder vom Markt gezogen.
1936 kehrte die Geschmacksrichtung Schokolade in das Jell-O-Produktsortiment zurück, diesmal jedoch als Puddingpulver, das mit Milch gemischt werden musste. Das Produkt erwies sich als außerordentlich beliebt, und Jell-O sponserte den Komiker Jack Benny, der zum Fürsprecher für das Dessert wurde. Im Laufe der Zeit kamen weitere Puddinggeschmacksrichtungen hinzu, wie z. B. Vanille, Tapioka, Kokosnuss, Pistazie, Butterscotch, Ei-Custard, Flan und Reispudding.
In Folge wurden weitere neue Geschmacksrichtungen aufgenommen und erfolglose aus der Produktpalette entfernt: in den 1950er und 1960er Jahren gab es z. B. Apfel, Späte Traubenkirsche, Brombeere, Traube, Zitrone-Limone, Gemischte Früchte, Orange-Banane, Ananas-Grapefruit, Brombeer, Erdbeer-Banane, Tropische Früchte, und intensivere „wildere“ Versionen der altehrwürdigen Geschmacksrichtungen Erdbeer, Himbeer und Kirsche.
1966 wurde die Produktlinie der Jell-O-“No-Bake”-Desserts eingeführt, die zubereitet werden konnten, ohne dass ein Backofen verwendet werden musste. Diese Produktlinie machte es möglich, einen Käsekuchen innerhalb von fünfzehn Minuten herzustellen. 1971 wurden abgepackte, bereits vorbereitete Puddingprodukte unter dem Namen Jell-O Pudding Treats eingeführt. Zum gleichen Zeitpunkt wurden Jell-O 1-2-3, eine gelatinöse Nachspeise, die sich in drei Schichten ablagert, während sie abkühlt, und Jell-O Whip ’n’ Chill, ein mousse-artiges Dessert, eingeführt und intensiv beworben. Die entsprechenden Produkte werden heute nur noch in vereinzelten Regionen vertrieben.
1974 wurde der Komiker Bill Cosby Werbesprecher für die Puddingprodukte des Unternehmens. In Folge verkörperte der Schauspieler in der Öffentlichkeit fast 30 Jahre lang das Gesicht des Unternehmens. Im Rahmen seiner Werbetätigkeit begleitete Cosby die Markteinführung unzähliger Produkte des Herstellers. Dazu gehörten zum Beispiel die gefrorenen Jell-O Pops (sowohl in Gelatine- als auch in Pudding-Varianten), zuckerfreie mit Aspartam gesüßte Jell-O’, Jell-O Jigglers-Fruchtgummis und Sparkling Jell-O, eine Produktvariante mit Kohlensäure, die als der „Jell-O-Champagner“ angepriesen wurde.
1989 ging General Foods auf Betreiben des Mutterkonzerns Phillip Morris (heute Altria Group) in Kraft Foods (heute The Kraft Heinz Company) auf. In Folge wurden regelmäßig neue Geschmacksrichtungen eingeführt, unter anderem Wassermelone, Heidelbeere, Cranberry, Margarita und Piña Colada.
Im Jahr 2001 wurde Jell-O zum „Official State Snack“ des Bundesstaates Utah erklärt (siehe das Plakat, abgebildet in der englischsprachigen Wikipedia). Der Gouverneur Michael Leavitt rief eine jährliche „Jell-O-Woche“ aus. Dies entspringt einem bereits einige Jahrzehnte alten Klischee, nach dem Mormonen angeblich besonders gerne Götterspeise essen.
Heute werden unter der Marke Jell-O mehr als 158 Produkte verkauft. Allein in den Vereinigten Staaten werden pro Jahr rund 300 Millionen Packungen von Jell-O-Götterspeise vertrieben.
Jell-O ist ein wesentlicher Bestandteil eines in den USA sehr bekannten Desserts, bei dem in einer speziellen Gussform kleingehackte Früchte in eine Jell-O-Masse gegeben werden, bevor diese in ihrer allgemein bekannten Form aushärtet.

## Trivia

### Bühne und Leinwand
Der früheste Bezug auf Jell-O in einem kulturellen Werk war möglicherweise die Erwähnung im Liedtext zu „Cockeyed Optimist“ im Musical South Pacific von Rodgers und Hammerstein (1949). Darin singt Nellie: „I could say life is just a bowl of Jell-O“.
1959 kommentieren Josephine (Tony Curtis) und Daphne (Jack Lemmon) in dem Film „Manche mögen’s heiß“ die Bewegungen der vor ihnen auf dem Bahnsteig zum Zug gehenden Sugar (Marilyn Monroe) mit „Look at that. Look how she moves“ und „That's just like Jell-O on springs.“
25 Jahre später wurde die Marke in der Originalfassung des Films Ghostbusters 2 erwähnt.
Im Laufe der Filmhandlung wird Winston daran erinnert, dass ein übernatürlicher 'Glibberschleim' Jell-O ähnele, worauf Winston antwortet, dass er Jell-O hasse. Peter Venkman entgegnet ihm darauf „Es gibt immer etwas Platz für Jell-O“. Die deutsche Synchronfassung wandelt den Dialog entsprechend der kulturellen Signifikanz ab in: „Ich hasse Götterspeise.“ – „Ach komm schon, davon wird man groß und stark.“
Jim Halpert goss in der beliebten US-amerikanischen Fernsehserie The Office im Jahr 2005 Dwight Schrute und Andy Bernard gehörende Büroartikel in Jell-O ein. Tim Canterbury tat das gleiche bereits 2001 Gareth Keenan in der ursprünglichen britischen Version der Serie an, wobei das Produkt mit dem in Großbritannien geläufigen Begriff „Jelly“ bezeichnet wurde.
Im Film Die nackte Wahrheit (2009) ringt Hauptdarsteller Gerard Butler mit zwei Damen im Bikini in einem aufblasbaren Kinder-Pool, der mit Jell-O gefüllt ist.

### Marketing
- Der Komiker Bill Cosby wird in den USA häufig mit den Produkten des Unternehmens und insbesondere mit dessen Puddings assoziiert, da er in zahlreichen Werbespots auftrat, die diese bewarben. Sendungen wie MAD TV und Saturday Night Live haben Cosby in der Vergangenheit wiederholt mit Anspielungen wie „Pudding Pop“ parodiert.

- In den 1960er Jahren traten Schauspieler der erfolgreichen Sitcom Ein Käfig voller Helden in einem Werbespot mit Carol Channing auf. In diesem verzehrten die Charaktere der Serie Jell-O als Nachtisch.

### Sonstige Fernseherscheinungen
- Die Figur Samantha Carter aus Stargate SG-1 verzehrte in der Fernsehserie bei zahlreichen Gelegenheiten blaues Jell-O.
- In den 1980er Jahren war Jell-O-Puder eine der Hauptzutaten für den grünen Schleim in der erfolgreichen Serie You Can’t Do That on Television.
- In der Sitcom Eine schrecklich nette Familie gibt es eine Folge, in der Kelly Bundy Jell-O zubereiten muss, um eine Prüfung in Hauswirtschaft zu bestehen.

### Jello Biafra
Jello Biafra ist der ehemalige Leadsänger der US-Punk-Band Dead Kennedys, ein US-amerikanischer Hardcore- und Punk-Rock-Musiker und politischer Aktivist. Jello Biafras Künstlername ist eine ironische Kombination aus dem Markennamen Jell-O und der nigerianischen Provinz Biafra, die 1966 versuchte sich von Nigeria abzuspalten. Nach 4 Jahre andauernden Kämpfen und entsetzlicher Hungersnot gewann Nigeria schließlich wieder Kontrolle über den im Entstehen begriffenen Staat. Jello Biafra schuf den Künstlernamen als gezielte begriffliche Verbindung aus einem an Nährwerten armen Massenprodukt und der Hungersnot in der afrikanischen Region. Er äußerte in der Vergangenheit wiederholt, dass er den so geschaffenen Zusammenprall zweier so gegensätzlicher Ideen in der Vorstellungswelt der Öffentlichkeit als sinnvoll einschätzt.